# Moḩammadābād-e Sar Ḩaddī
Moḩammadābād-e Sar Ḩaddī (persiska: محمد آباد سر حدی, Moḩammadābād-e Sarḩadī) är en ort i Iran.   Den ligger i provinsen Kerman, i den sydöstra delen av landet, 1 100 km sydost om huvudstaden Teheran. Moḩammadābād-e Sar Ḩaddī ligger 643 meter över havet och antalet invånare är 385.
Terrängen runt Moḩammadābād-e Sar Ḩaddī är platt. Runt Moḩammadābād-e Sar Ḩaddī är det glesbefolkat, med 14 invånare per kvadratkilometer. Närmaste större samhälle är Shaltūkābād, 14,3 km nordväst om Moḩammadābād-e Sar Ḩaddī. Trakten runt Moḩammadābād-e Sar Ḩaddī är ofruktbar med lite eller ingen växtlighet.